# ジム・カンタルーポ
ジェームズ・リチャード・カンタルーポ（James Richard Cantalupo、1943年11月14日 - 2004年4月19日）は、アメリカ合衆国の実業家である。マクドナルドの社長兼最高経営責任者(CEO)を務めたが、在任中に心臓発作により60歳で急逝した。

## 若年期と教育
カンタルーポは、イリノイ州オークパークで、アイルランド系とイタリア系の家系に生まれた。父は検眼士だった。イリノイ大学アーバナ・シャンペーン校で会計学の学位を取得した。

## キャリア
カンタルーポは公認会計士になり、アーサー・ヤング会計事務所に8年間勤務した。マクドナルドはこの会計事務所の顧客だった。カンタルーポは急成長を遂げていたマクドナルドから役員のオファーを受け、1か月間悩んだ末に1974年に入社した。同年に副社長に昇進し、1981年には上級副社長に就任した。1987年にマクドナルド・インターナショナルの社長、1991年に同社のCEOに就任した。1999年にはジャック・M・グリーンバーグにトップの座を奪われた。マクドナルド社は2001年4月にカンタルーポが引退する予定であると発表したが、12月1日にグリーンバーグが辞任し、カンタルーポは経営陣の交代を支援するためにもう1年留任することに同意した。
2003年1月1日、カンタルーポがCEO兼会長を引き継いだ。株主からは、カンタルーポの就任は「同族経営」的だと批判を受けたが、その後の12か月で会社の業績が回復し、カンタルーポの功績が認められた。カンタルーポは、サラダなどの健康的な食品の導入を加速させるなどの計画を練り、それを実行していた。フロリダ州オーランドで開催されたマクドナルドのコンベンションに出席中、心臓発作に襲われ、そのまま亡くなった。